# Сплитски грбовник
Сплитски грбовник, познат и као Сплитски рукопис или Codex Kevešic је један од познатијих илирских грбовника. Рукопис је сачињен 1740. године и садржи грб Душановог царства, као и грбове неких јужнословенских феудалних породица из средњег века. 
Грбовник се налази у власништву професора Ведрана Глигоа у Сплиту.
Као и код других илирских грбовника, кључни рукопис у грбовнику је композиција која представља грб Душановог царства. Овај грб је у складу са другим сличним грбовима из илирске хералдике, а композиција се налази на самој почетној корици грбовника, где уз слику стоји и натпис: Stemmi Illirici esteri (срп. Грб „спољне“ Илирије). Остале карактеристике ове композиције су:
- централна челенка, као и Немањићки орао су црне боје;
- десна челенка је принц;
- лева челенка је пропети лав са црвено-златним косим пругама;
- плашт је двослојан и десни део је постављен златним на црно, а леви златним на црвено;
- грбови унутар композиције, не разликују се битније од уобичајне илирске хералдике;
- грб Котроманића је црни пропети лав на пољу црвених и сребрених косих пруга.